# Cucullia maracandica
Cucullia maracandica là một loài bướm đêm trong họ Noctuidae.